# 埔羗崙 (雲林縣)
埔羗崙，是台灣雲林縣大埤鄉的一個傳統地域名稱，位於該鄉西北部。相較於今日行政區，其範圍大致包括豐岡村、吉田村北半部、聯美村東北部。

## 歷史
台灣清治末期至日治初期，埔羗崙地區為一街庄，稱為「埔羗崙庄」，隸屬於他里霧堡。該庄北與大東庄為鄰，東與埤頭庄為鄰，南邊為佃仔林庄，西邊及西北邊隔虎尾溪與過港庄、湳仔庄為界。
1901年（日治明治三十四年）11月，全台廢縣廳改設二十廳，該庄隸屬於斗六廳。1903年（明治三十六年）6月，該庄編入「茄苳腳區」，隸屬於斗六廳。1909年（明治四十二年）10月，合併二十廳為十二廳，茄苳腳區改隸屬於嘉義廳。1920年（大正九年），全台地方制度大改正，廢十二廳改設五州二廳，該庄改制為「茄苳腳」大字，隸屬於臺南州斗六郡大埤庄。
戰後大埤庄改制為大埤鄉，隸屬於臺南縣，大字亦改制為村。1950年10月，雲、嘉、南分治，大埤鄉改隸屬雲林縣。

## 聚落
本地區發展較早的聚落有埔羗崙、田心仔等，在日治期初期的官方地圖上已有記載。

## 交通
國道1號又稱「中山高速公路」，是貫穿台灣西部的兩條縱向高速公路之一，大致以東北微北—西南微南走向經過本地區東部邊界外不遠處，並與省道台78線（東西向快速公路－台西古坑線）交會本地區正東方的雲林系統交流道。北側最近的一般交流道是縣道158號交會處的斗南交流道；南側最近的是縣道162號交會處的大林交流道。由此等可快速前往國道1號沿線各地，或經由雲林系統交流道轉省道台78線（東西向快速公路－台西古坑線）快速前往雲林縣西部及東部。
省道台78線即「東西向快速公路－台西古坑線」，是雲林縣境內的東西向快速公路，大致以西北西—東南東走向蜿蜒經過本地區北部邊界外不遠處。最近的交流道本地區北北西方縣道145號交會處的虎尾交流道。由此向西可前往土庫、元長北部、東勢、台西等地；向東可前往國道1號雲林系統交流道、斗南、古坑、高厝林子頭的東側端點（古坑端）並止於國道3號古坑系統交流道；亦可於雲林系統交流道轉接國道1號前往台灣西部南北各地。
縣道158甲線（建國路、下南路、新崙路）是台西鄉崙子頂至竹山鎮桶頭的道路，大致以西南西—東北東走向轉西北西—東南東走向經過本地區北部邊界外不遠處，並在省道台78線（東西向快速公路－台西古坑線）南側。由該道路向西南西可前往土庫、褒忠、東勢北部、台西等地；向東南微東可前往斗南市區、古坑、竹山鎮桶頭地區並止於其中部偏北的縣道149號路口。
鄉道雲86線是卓運至大東的道路，大致以西南—東北走向由本地區西南部經鄉道96線路口入境後直行，至埔羗崙（豐岡）聚落沿聚落東南側蜿蜒而行，經鄉道雲175線起點路口後轉北再轉東北東出聚落續行以至出境。由該道路向西南可前往佃子林西部、舊庄北端、鹿寮、糞箕湖與客子厝交界地帶並止於縣道145號路口（卓運厝聚落西北郊）；向東北東可前往大東地區並止於大東聚落南側的鄉道雲85線路口。
鄉道雲96線是下莊仔至斗南的道路，目前因受阻於虎尾溪並未全線通車。虎尾溪東側路段的起點位於本地區西南部邊界地帶的田心聚落西北西郊豐岡堤防叉路口，向東南大致沿本地區與田子林邊界地帶而行，經鄉道雲86線路口轉東南微南出境。蜿蜒繞經田子林聚落後轉北北東，再於本地區南部邊界地帶經鄉道雲175線路口到達邊界，轉東北東沿邊界而行，其後沿邊界地帶轉東再轉東微南以至於本地區東南角出境，可前往埤頭、五間厝並止於其東部邊界的省道台1線路口。虎尾溪西側路段的東側端點位於田心聚落北方虎尾溪對岸的過港地區竹腳寮聚落東南側圳道仁六橋南側路口，向西南轉西南西沿圳道南岸而行，至路口轉南再轉西南出聚落蜿蜒而行，可前往溪埔寮、下庄子聚落並止於縣道145甲線路口。
鄉道雲175線是豐岡至大埤的道路，其北側端點位於本地區中央埔羗崙聚落東南側的鄉道雲86線路口。由此向南南東轉南微西，於本地區南部邊界經鄉道雲96線路口出境，可前往田子林東部、大埤並止於鄉道雲174線路口。
鄉道雲179線是新崙（溝心聚落北側）至大埤的道路，大致以北北東—南南西走向經過本地區東部南側凸出部分，並於本地區南側邊界地帶與鄉道雲96線相會。由該道路向北北東可前往埤頭西端、大東地區的溝心聚落北側並止於鄉道雲86線路口；向南南西可前往田子林東端、大埤並止於鄉道雲178線路口。

## 學校
- 仁和國小